# رنگینک نوک‌پهن
رنگینک نوک‌پهن (نام علمی: Sapayoa aenigma) نام یک گونه از راسته گنجشک‌سانان است.